# Plectrocnemia unculiformis
Plectrocnemia unculiformis is een fossiele soort schietmot uit de familie Polycentropodidae.